# Wurtzita
La wurtzita es una de las formas cristalinas del sulfuro de cinc (ZnS). Como impurezas puede contener pequeñas cantidades de cadmio —hasta el 4%— y hierro —hasta el 8%. Es trimorfa con la blenda, pero mucho menos abundante que ésta, y la matraíta.
La primera descripción de la wurtzita fue hecha en 1861 por el químico y mineralogista francés Charles Friedel (1832-1899), que lo nombró por su maestro  Charles Adolphe Wurtz (1817-1884), en reconocimiento a su mérito científico. Fue encontrado en las muestras examinadas por Friedel de la mina San José, cerca de la ciudad de Oruro, en los Andes bolivianos, que fue una importante comunidad minera hasta el siglo XX, principalmente por la reducción de estaño. 

## Propiedades
La wurtzita es un mineral traslúcido cuya coloración va del pardo claro al pardo oscuro, presentando las caras de los cristales un aspecto submetálico brillante.
Tiene una dureza entre 3,5 y 4 en la escala de Mohs.
Es fluorescente —muestra un color anaranjado— bajo luz ultravioleta de onda larga.
Es soluble en ácido clorhídrico y ácido nítrico, dejando una aureola blanca de  ZnO sobre carbón.

## Estructura cristalina y morfología

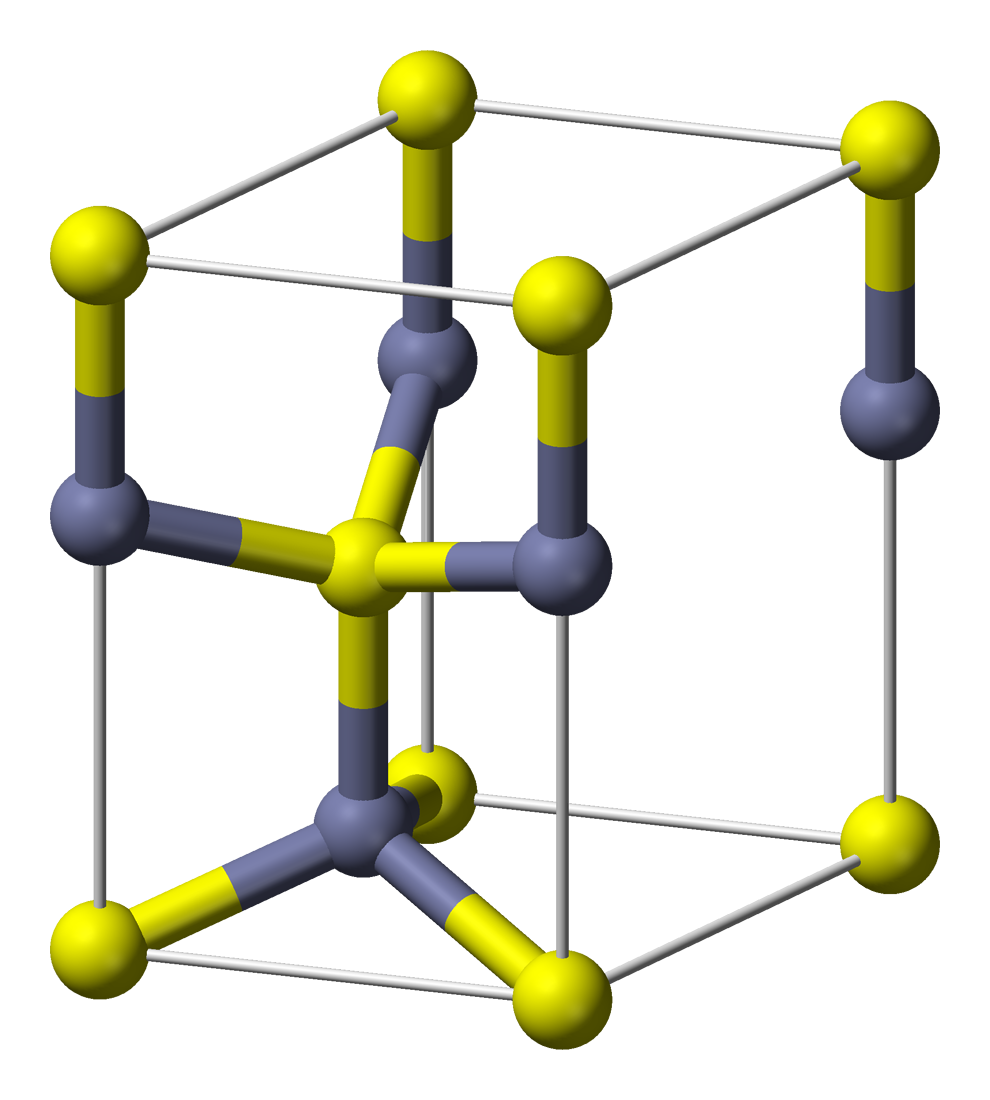
Celda unitaria de Wurtzita.

La estructura cristalina pertenece al sistema cristalino hexagonal, en donde los átomos de cinc y azufre están coordinados de forma tetraédrica, apilados según la secuencia ABABAB. Su estructura se halla estrechamente relacionada con la de la lonsdalita, el diamante hexagonal.
Los parámetros de la celda unitaria de wurtzita son:
a = b = 0,381 nm; c = 0,623 nm.
Típicamente los cristales de wurtzita son pirámides de seis caras donde el «hemimorfismo» —los cristales muestran un aspecto distinto vistos desde arriba que desde abajo— es fácilmente observable, culminando la parte superior del cristal en un punto mientras que la parte inferior es la base de la pirámide.
Sin embargo, es frecuente encontrar cristales laminados con contorno hexagonal; en estos casos, el carácter hemimórfico no es fácilmente distinguible.
Si quisiesemos conocer si un compuesto adopta  estructura típica de wurtzita o de blenda, debemos considerar que la segunda es quien se ve más afectada por los efectos de la polarizacion y a la hora de comparar esto nos ayudara a conocer si adoptara una estructura compacta hexagonal o cúbica.

## Génesis

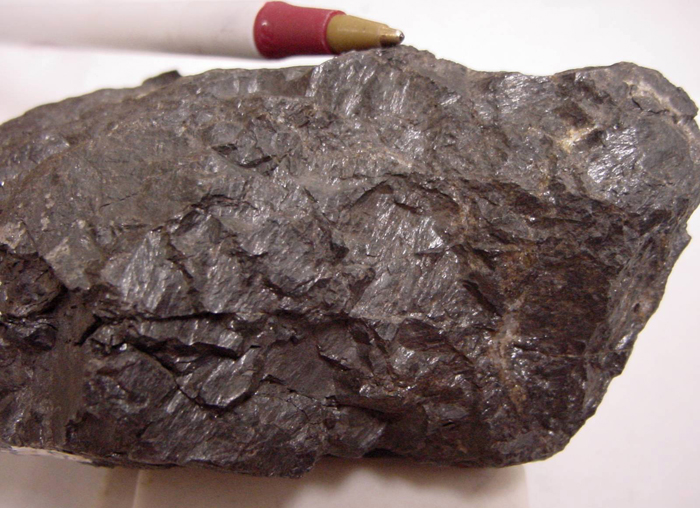
Wurtzita

Tiene un origen hidrotermal, encontrándose en vetas junto a otros sulfuros. También puede presentarse a lo largo de fracturas en concreciones de arcilla y rocas ferríferas, habiéndose formado a bajas temperaturas.
La wurtzita normalmente se encuentra como material masivo resinoso a submetálico, de color negro a marrón rojizo oscuro.
Aparece asociada, entre otros, con albita, calcita, dolomita, fluorita, rodocrosita, serandita y siderita.

## Yacimientos
En Europa destacan los yacimientos de Příbram (Bohemia Central, República Checa) y Stolberg (cerca de Aquisgrán, Alemania).
Asimismo, se encuentra en varias minas en el condado de Devon (Inglaterra), en Saint-Laurent-le-Minier (Languedoc-Rosellón, Francia) y Seravezza (Toscana, Italia).
El tipo nomenclatural procede de la Mina de San José, en Oruro (Bolivia); otras localizaciones en América del Sur están en Perú —en Quispisiza, cerca de Castro Virreyna, donde se encuentran cristales relativamente grandes— y Argentina —Cerro León (Santa Cruz)—.
En varias minas del municipio de Canatlán (Durango, México) también se puede encontrar este mineral.